# سگوبیا (استان)
سگوبیا (به اسپانیایی: Segovia)، استانی در مرکز اسپانیا، در جنوب بخش خودمختار کاستیا-لئون است.
این استان هم‌مرز با استان‌های بورگُس، سُریا، گوادالاخارا، مادرید، آبیلا و بالادولید است.
مرکز این استان شهر سگوبیا است. ۱۴۹٫۲۸۶ نفر (۲۰۰۵) در سگوبیا زندگی می‌کنند که از این میان ۳۵٪ سکن شهر سگوبیا هستند.
مساحت استان ۷٬۸۲۰ کیلومتر مربع است و ۲۰۹ دهستان دارد که بیش از نیمی از آنها دهکده‌های با کمتر از ۲۰۰ نفر هستند.